# Nick Cave and the Bad Seeds
Nick Cave and the Bad Seeds é uma banda de rock formada na cidade de Melbourne, em 1983. Em suas diversas formações, passaram membros de várias nacionalidades.. A banda se chamava, anteriormente, "Man Or Myth?" (quase um projeto solo do vocalista Nick Cave), e depois, "Nick Cave and the Cavemen", antes de assumir o nome atual.

## Discografia

### Álbuns
1. From Her to Eternity (1984)
2. The Firstborn Is Dead (1985)
3. Kicking Against the Pricks (1986)
4. Your Funeral, My Trial (1986)
5. Tender Prey (1988)
6. The Good Son  (1990)
7. Henry's Dream (1992)
8. Let Love In (1994)
9. Murder Ballads (1996)
10. The Boatman's Call (1997)
11. No More Shall We Part (2001)
12. Nocturama (2003)
13. Abattoir Blues / The Lyre of Orpheus (2CD) (2004)
14. Dig Lazarus Dig (2008)
15. Push the Sky Away (2013)
16. Skeleton Tree (2016)
17. Ghosteen (2019)
18. Wild God (2024)

### Álbuns ao vivo e compilações
- Live Seeds (1993)
- The Best Of (1998)
- B-Sides & Rarities (3CD) (2005)

### Videos & DVDs
- The road to God knows where - Documentário sobre a tour nos EUA
- Live at the Paradiso - ao vivo em Amsterdão, Países Baixos
- Nick Cave and the Bad Seeds: The videos
- God is in the house - ao vivo em Lyon, França
- The Abattoir Blues Tour - 2DVD/CD, ao vivo em The Brixton Academy, Hammersmith Apollo, etc.